# Джессіка Пегула
Джессіка Пегула (англ. Jessica Pegula) — американська тенісистка, колишня перша ракетка світу в парній грі, фіналістка Відкритого чемпіонату Франції в парному розряді та Відкритого чемпіонату світу в міксті, завершального турніру року в одиночній грі.
Свій перший титул WTA Пегула виборола на City Open 2019. Відтоді вона піднялася в рейтинг до третьої позиції в одиночній грі, а в парній, граючи з Коко Гофф, очолювала його.
Пегула народилася в Баффало, штат Нью-Йорк, у родині Террі та Кім Пегула, вони мультимільярдери-власники Баффало Біллс (НФЛ) та Баффало Сейбрз (НХЛ). Вона корейського походження, оскільки її мати народилася в Сеулі. Джесіка Пегула має чотирьох братів і сестер: Келлі, Метью, Майкла та Лору (останні двоє від першого шлюбу її батька).

## Статистика

### Виступи в турнірах Великого шолома
| W | Ф | ПФ | ЧФ | #Р | КТ | К# | P# | DNQ | A | Z# | PO | G | S | B | NMS | NTI | P | NH |

### Одиночний розряд
Станом на кінець 2023 US Open.
| Турнір          | 2011 | 2012 | 2013 | 2014 | 2015 | 2016 | 2017 | 2018 | 2019 | 2020 | 2021 | 2022 | 2023 | У      | В–П   | % В |
| --------------- | ---- | ---- | ---- | ---- | ---- | ---- | ---- | ---- | ---- | ---- | ---- | ---- | ---- | ------ | ----- | --- |
| Australian Open | A    | A    | К1   | A    | A    | К2   | A    | A    | A    | 1к   | ЧФ   | ЧФ   | ЧФ   | 0 / 4  | 12–4  | 75% |
| French Open     | A    | A    | К2   | A    | К3   | К1   | A    | A    | 1к   | 1к   | 3к   | ЧФ   | 3к   | 0 / 5  | 8–5   | 62% |
| Wimbledon       | A    | A    | К1   | A    | К3   | К2   | A    | A    | 1к   | NH   | 2к   | 3к   | ЧФ   | 0 / 4  | 7–4   | 64% |
| US Open         | К2   | К2   | A    | A    | 2к   | 1к   | К1   | К3   | 1к   | 3к   | 3к   | ЧФ   | 4к   | 0 / 7  | 12–7  | 63% |
| Виграші-Поразки | 0–0  | 0–0  | 0–0  | 0–0  | 1–1  | 0–1  | 0–0  | 0–0  | 0–3  | 2–3  | 9–4  | 14–4 | 13–4 | 0 / 20 | 39–20 | 66% |

### Парний розряд
Станом на кінець 2023 US Open.
| Турнір          | 2011 | 2012 | ... | 2015 | 2016 | ... | 2019 | 2020 | 2021 | 2022 | 2023 | У      | В–П   | % В |
| --------------- | ---- | ---- | --- | ---- | ---- | --- | ---- | ---- | ---- | ---- | ---- | ------ | ----- | --- |
| Australian Open | A    | A    |     | A    | A    |     | A    | 2к   | 1к   | 2к   | ПФ   | 0 / 4  | 6–4   | 60% |
| French Open     | A    | A    |     | A    | A    |     | 3к   | ЧФ   | 2к   | F    | ПФ   | 0 / 5  | 15–5  | 75% |
| Wimbledon       | A    | A    |     | A    | A    |     | 1к   | NH   | 3к   | A    | 3к   | 0 / 3  | 4–3   | 57% |
| US Open         | 3к   | 2к   |     | 1к   | 1к   |     | 1к   | 2к   | 1к   | 1к   | ЧФ   | 0 / 9  | 7–9   | 44% |
| Виграші-Поразки | 2–1  | 1–1  |     | 0–1  | 0–1  |     | 2–3  | 5–3  | 3–4  | 6–3  | 13–4 | 0 / 21 | 32–21 | 60% |

### Фінали турнірів Великого шолома

#### Пари: 1 фінал
| Результат | Рік  | Турнір      | Поверхня | Партнерка | Супротивниці                       | Рахунок       |
| --------- | ---- | ----------- | -------- | --------- | ---------------------------------- | ------------- |
| Поразка   | 2022 | French Open | Ґрунт    | Коко Гофф | Каролін Гарсія Крістіна Младенович | 6–2, 3–6, 2–6 |

#### Мікст: 1 фінал
| Результат | Рік  | Турнір  | Поверхня | Партнерка     | Супротивниці                   | Рахунок  |
| --------- | ---- | ------- | -------- | ------------- | ------------------------------ | -------- |
| Поразка   | 2023 | US Open | Хард     | Остін Крайчек | Анна Даніліна Гаррі Геліоваара | 3–6, 4–6 |

### Фінали завершальних турнірів року

#### Одиночний розряд: 1 фінал
| Результат | Рік  | Турнір                     | Поверхня | Супротивниця | Рахунок  |
| --------- | ---- | -------------------------- | -------- | ------------ | -------- |
| Поразка   | 2023 | Фінал WTA, Канкун, Мексика | Хард     | Іга Свйонтек | 1–6, 0–6 |

### Фінали турнірів WTA 1000

#### Одиночний розряд: 6 (3 титули)
| Результат | Рік  | Турнір             | Поверхня | Супротивниця      | Рахунок       |
| --------- | ---- | ------------------ | -------- | ----------------- | ------------- |
| Поразка   | 2022 | Madrid Open        | Ґрунт    | Унс Джабір        | 5–7, 6–0, 2–6 |
| Перемога  | 2022 | Guadalajara Open   | Хард     | Марія Саккарі     | 6–2, 6–3      |
| Перемога  | 2023 | Canadian Open      | Хард     | Людмила Самсонова | 6–1, 6–0      |
| Перемога  | 2024 | Canadian Open (2)  | Тверде   | Аманда Анісімова  | 6–3, 2–6, 6–1 |
| Поразка   | 2024 | Мастерс Цинциннаті | Тверде   | Аріна Соболенко   | 3–6, 5–7      |
| Поразка   | 2025 | Miami Open         | Тверде   | Аріна Соболенко   | 7–5, 6–2      |

#### Парний розряд: 6 (3 титули)
| Результат | Рік  | Турнір            | Поверхня | Партнерка      | Супротивниці                        | Рахунок               |
| --------- | ---- | ----------------- | -------- | -------------- | ----------------------------------- | --------------------- |
| Перемога  | 2022 | Qatar Ladies Open | Хард     | Коко Гофф      | Вероніка Кудерметова Елісе Мертенс  | 3–6, 7–5, [10–5]      |
| Перемога  | 2022 | Canadian Open     | Хард     | Коко Гофф      | Ніколь Меліхар-Мартінес Еллен Перес | 6–4, 6–7(5–7), [10–5] |
| Перемога  | 2023 | Miami Open        | Хард     | Коко Гофф      | Лейла Фернандес Тейлор Таунсенд     | 7–6(8–6), 6–2         |
| Поразка   | 2023 | Madrid Open       | Ґрунт    | Коко Гофф      | Вікторія Азаренко Беатріс Аддад Мая | 1–6, 4–6              |
| Поразка   | 2023 | Italian Open      | Ґрунт    | Коко Гофф      | Сторм Гантер Елісе Мертенс          | 4–6, 4–6              |
| Поразка   | 2024 | Wuhan Open        | Тверде   | Ейджа Мухаммад | Ірина Хромачова Анна Даніліна       | 3–6, 6–7(6–8)         |

## Фінали турнірів WTA

### Одиночний розряд: 19 (9 титулів)
| Легенда          |
| ---------------- |
| Grand Slam (0-1) |
| Фінал WTA (0–1)  |
| WTA 1000 (3–3)   |
| WTA 500 (3–3)    |
| WTA 250 (3–2)    |

| За поверхнею |
| ------------ |
| Хард (6–8)   |
| Трава (2–0)  |
| Ґрунт (1–1)  |
| Килим (0–1)  |

| Результат | В–П  | Дата     | Турнір                                | Статус        | Поверхня  | Супротивниця              | Рахунок                 |
| --------- | ---- | -------- | ------------------------------------- | ------------- | --------- | ------------------------- | ----------------------- |
| Поразка   | 0–1  | Вер 2018 | Tournoi de Quebec, Канада             | International | Килим (i) | Полін Пармантьє           | 5–7, 2–6                |
| Перемога  | 1–1  | Сер 2019 | Washington Open, США                  | International | Хард      | Каміла Джорджі            | 6–2, 6–2                |
| Поразка   | 1–2  | Січ 2020 | Auckland Classic, Нова Зеландія       | International | Хард      | Серена Вільямс            | 3–6, 4–6                |
| Поразка   | 1–3  | Тра 2022 | Madrid Open, Іспанія                  | WTA 1000      | Ґрунт     | Унс Джабір                | 5–7, 6–0, 2–6           |
| Перемога  | 2–3  | Жов 2022 | Guadalajara Open, Мексика             | WTA 1000      | Хард      | Марія Саккарі             | 6–2, 6–3                |
| Поразка   | 2–4  | Лют 2023 | Qatar Open, Катар                     | WTA 500       | Хард      | Іга Свйонтек              | 3–6, 0–6                |
| Перемога  | 3–4  | Сер 2023 | Canadian Open, Канада                 | WTA 1000      | Хард      | Людмила Самсонова         | 6–1, 6–0                |
| Поразка   | 3–5  | Oct 2023 | Pan Pacific Open, Японія              | WTA 500       | Хард      | Вероніка Кудерметова      | 5–7, 1–6                |
| Перемога  | 4–5  | Oct 2023 | Korea Open, Південна Корея            | WTA 250       | Хард      | Юань Юей                  | 6–2, 6–3                |
| Поразка   | 4–6  | Nov 2023 | Фінал WTA, Мексика                    | Фінал WTA     | Хард      | Іга Свйонтек              | 1–6, 0–6                |
| Перемога  | 5–6  | Чер 2024 | German Open, Німеччина                | WTA 500       | Трава     | Ганна Калінська           | 6–7(0–7), 6–4, 7–6(7–3) |
| Перемога  | 6–6  | Сер 2024 | Canadian Open, Канада (2)             | WTA 1000      | Тверде    | Аманда Анісімова          | 6–3, 2–6, 6–1           |
| Поразка   | 6–7  | 2024     | Мастерс Цинциннаті, США               | WTA 1000      | Тверде    | Аріна Соболенко           | 3–6, 5–7                |
| Поразка   | 6–8  | 2024     | Відкритий чемпіонат США з тенісу, США | Grand Slam    | Тверде    | Соболенко Арина Сергіївна | 5–7, 5–7                |
| Поразка   | 6–9  | Січ 2025 | Adelaide International, Австралія     | WTA 500       | Хард      | Медісон Кіз               | 3–6, 6–4, 1–6           |
| Перемога  | 7–9  | Бер 2025 | ATX Open, США                         | WTA 250       | Хард      | Маккартні Кесслер         | 7–5, 6–2                |
| Поразка   | 7–10 | Бер 2025 | Miami Open                            | WTA 1000      | Тверде    | Аріна Соболенко           | 7–5, 6–2                |
| Перемога  | 8–10 | Бер 2025 | Credit One Charleston Open            | WTA 500       | Ґрунт     | Софія Кенін               | 6–3, 7–5                |
| Перемога  | 9–10 | Чер 2025 | Bad Homburg Open, Німеччина           | WTA 500       | Трава     | Іга Свьонтек              | 6–4, 7–5                |

### Парний розряд: 12 (7 титулів)
| Легенда          |
| ---------------- |
| Grand Slam (0–1) |
| WTA 1000 (3–3)   |
| WTA 500 (2–1)    |
| WTA 250 (2–0)    |

| За поверхнею |
| ------------ |
| Хард (7–2)   |
| Трава (0–0)  |
| Ґрунт (0–3)  |
| Килим (0–0)  |

| Рез-тат  | В–П | Дата     | Турнір                          | Статус     | Поверхня | Партнерка      | Супротивниці                        | Рахунок               |
| -------- | --- | -------- | ------------------------------- | ---------- | -------- | -------------- | ----------------------------------- | --------------------- |
| Перемога | 1–0 | Січ 2022 | Melbourne Summer Set, Австралія | WTA 250    | Хард     | Ейджа Мухаммад | Сара Еррані Ясмін Паоліні           | 6–3, 6–1              |
| Перемога | 2–0 | Лют 2022 | Qatar Open, Катар               | WTA 1000   | Хард     | Коко Гофф      | Вероніка Кудерметова Елісе Мертенс  | 3–6, 7–5, [10–5]      |
| Поразка  | 2–1 | Чер 2022 | French Open, Франція            | Grand Slam | Ґрунт    | Коко Гофф      | Каролін Гарсія Крістіна Младенович  | 6–2, 3–6, 2–6         |
| Перемога | 3–1 | Сер 2022 | Washington Open, США            | WTA 250    | Хард     | Ерін Рутліфф   | Ганна Калінська Кеті Макнеллі       | 6–3, 5–7, [12–10]     |
| Перемога | 4–1 | Сер 2022 | Canadian Open, Канада           | WTA 1000   | Хард     | Коко Гофф      | Ніколь Меліхар-Мартінес Еллен Перес | 6–4, 6–7(5–7), [10–5] |
| Перемога | 5–1 | Жов 2022 | San Diego Open, США             | WTA 500    | Хард     | Коко Гофф      | Габріела Дабровскі Джуліана Ольмос  | 1–6, 7–5, [10–4]      |
| Перемога | 6–1 | Лют 2023 | Qatar Ladies Open, Qatar (2)    | WTA 500    | Хард     | Коко Гофф      | Людмила Кіченок Єлєна Остапенко     | 6–4, 2–6, [10–7]      |
| Перемога | 7–1 | Бер 2023 | Miami Open, США                 | WTA 1000   | Хард     | Коко Гофф      | Лейла Фернандес Тейлор Таунсенд     | 7–6(8–6), 6–2         |
| Поразка  | 7–2 | Тра 2023 | Madrid Open, Іспанія            | WTA 1000   | Ґрунт    | Коко Гофф      | Вікторія Азаренко Беатріс Аддад Мая | 1–6, 4–6              |
| Поразка  | 7–3 | Тра 2023 | Italian Open, Італія            | WTA 1000   | Ґрунт    | Коко Гофф      | Сторм Гантер Елісе Мертенс          | 4–6, 4–6              |
| Поразка  | 7–4 | Бер 2024 | San Diego Open, США             | WTA 500    | Тверде   | Дезіре Кравчик | Ніколь Меліхар-Martinez Еллен Перес | 1–6, 2–6              |
| Поразка  | 7–5 | Жов 2024 | Wuhan Open, КНР                 | WTA 1000   | Тверде   | Ейжа Мугаммад  | Ірина Хромачова Анна Даніліна       | 3–6, 6–7(6–8)         |

## Фінали турнірів WTA Challenger

### Одиночний розряд: 1 фінал
| Результат | Дата     | Турнір                     | Поверхня | Супротивниця     | Рахунок       |
| --------- | -------- | -------------------------- | -------- | ---------------- | ------------- |
| Поразка   | Січ 2019 | WTA 125 Newport Beach, США | Хард     | Б'янка Андреєску | 6–0, 4–6, 2–6 |

### Парний розряд: 2 (1 титул)
| Результат | В–П | Дата     | Турнір                    | Поверхня | Партнерка     | Супротивниця                   | Рахунок          |
| --------- | --- | -------- | ------------------------- | -------- | ------------- | ------------------------------ | ---------------- |
| Перемога  | 1–0 | Лис 2018 | WTA 125 Houston, США      | Хард     | Меган Манасс  | Дезіре Кравчик Джуліана Ольмос | 1–6, 6–4, [10–8] |
| Поразка   | 1–1 | Бер 2020 | WTA 125 Indian Wells, США | Хард     | Кеті Макнеллі | Ейджа Мухаммад Тейлор Таунсенд | 4–6, 4–6         |